# Hira

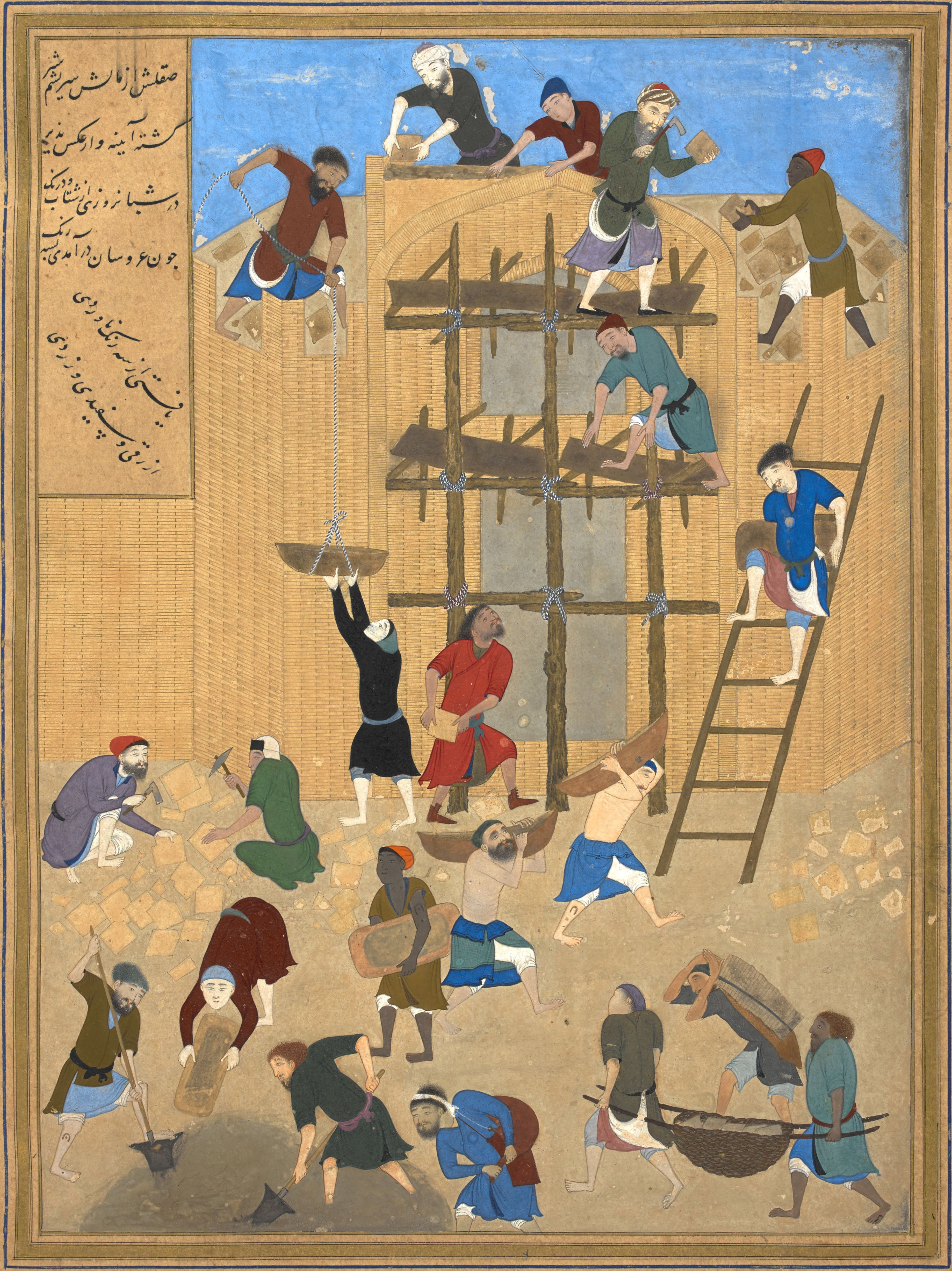
Manuscrito persa do século XV descrevendo a construção do castelo de Alcornaque em Hira, capital dos Lacmidas. Miniatura pintada por Bezade

Hira (em árabe: الحيرة; romaniz.: al-Hīrah) foi uma antiga cidade na Mesopotâmia situada ao sul da atual Cufa, no centros-sul do Iraque
Foi um acampamento militar que no século V e VI se tornaria a capital do estado árabe cristão nestoriano dos lacmidas (considerado o primeiro estado árabe fora da Arábia sem contar com Hatra e Palmira, cidades-estado árabes, nem o reino dos nabateus de Petra que de facto eram árabes), que entre os séculos IV e VII foram vassalos do Império Sassânida. Foi um bispado nestoriano que exportava o cristianismo para a Arábia. Crê-se que foi em Hira que se desenvolveu a escrita árabe. Foi também um centro de poetas e homens de letras árabes como Abide, Tarafa ou Nabiga, e do maior poeta pré-islâmico, Abi ibne Zaíde, da comunidade cristã dos ibaditas.